# 足根管
足根管（そっこんかん, tarsal tunnel）とは、足根の足底面で足根骨と屈筋支帯により形成されるトンネルである。この中を脛骨神経と下腿屈筋群の腱が通る。

## 概要
足根骨を足底側からみると高低がある。母趾側の脛骨内果の下載距突起、距骨、踵骨が高く、それらの間すなわち足根の中央部分が低く、全体として溝のようになっている。この溝に蓋をするように靱帯が張っている。この靱帯を屈筋支帯と呼び、屈筋支帯と足根骨で形成されるトンネルを足根管と呼ぶ。

## 足根管を通るもの
足根管の中を以下のものが通る。
- 脛骨神経
- 長母趾屈筋腱
- 長趾屈筋腱
- 後脛骨筋腱
- 後脛骨動脈・後脛骨静脈

## 足根管症候群
何らかの原因で脛骨神経が足根管の中で圧迫されると、足根管より末梢の脛骨神経支配領域の障害がおこる。症状は痛み・しびれ、母趾球の萎縮などである。